# Cabeceiras do Piauí

Cabeceiras do Piauí es un municipio brasileño situado en el estado de Piauí. Tiene una población estimada, en 2021, de 10 671 habitantes.
Se localiza a una latitud 04º28'35" sur y a una longitud 42º18'33" oeste, a una altitud de 109 metros.
Posee un área de 608.75 km².